# Ruurlo vasútállomás
Ruurlo vasútállomás vasútállomás Hollandiában, Berkelland községben,  településen.

## Vasútvonalak
Az állomást az alábbi vasútvonalak érintik:
- Zutphen–Winterswijk-vasútvonal
- Doetinchem-Hengelo GOLS-vasútvonal

## Kapcsolódó állomások
A vasútállomáshoz az alábbi állomások vannak a legközelebb:
- Vorden vasútállomás
- Lichtenvoorde-Groenlo vasútállomás
- Zelhem railway station (1885. július 15. – 1921. június 1., Doetinchem-Hengelo GOLS-vasútvonal)
- Wolversveen Halt (1921. június 1. – , Doetinchem-Hengelo GOLS-vasútvonal)